# Rioteria flava
Rioteria flava là một loài ruồi trong họ Tachinidae.